# محمد هيكل
محمد عبد العال عباس هيكل، وشهرته د. محمد هيكل ، ولد في 23 مايو 1962 قرية الدير، مركز أجا، محافظة الدقهلية، هو عضو بجماعة الإخوان المسلمين، وعضو مجلس الشعب المصري عن حزب الحرية والعدالة عام 2012.

## التعليم والمهنة
- يعمل كـصيدلى حر.
- حاصل علي بكالوريوس صيدلة جامعة المنصورة عام 1985.
- صاحب ومدير صيدلية الصفا بمدينة أجا.

## العمل العام
- عضو مجلس الشعب المصري عن حزب الحرية والعدالة عام 2012.
- عضو المؤتمر العام لحزب الحرية والعدالة.
- عضو بجماعة الإخوان المسلمين.
- مرشح محليات عام 1992 علي قائمة حزب العمل.
- ترشح لعضوية الغرفة التجارية بالدقهلية.
- شارك في الكثير من الأعمال الخيرية والخدمية من خلال عضوية عدد من الجمعيات الخيرية ولجان الصلح بمركز أجا.
- شارك في العديد من الفاعليات لخدمة قضايا الوطن والأمة.

 [ على فيسبوك.]